# NGC 6012
NGC 6012 est une galaxie spirale barrée située dans la constellation du Serpent. Sa vitesse par rapport au fond diffus cosmologique est de 1 961 ± 8 km/s, ce qui correspond à une distance de Hubble de 28,9 ± 2,0 Mpc (∼94,3 millions d'al). NGC 6012 a été découverte par l'astronome germano-britannique William Herschel en 1787.
NGC 6012 a été utilisée par Gérard de Vaucouleurs comme une galaxie de type morphologique (R)SB(r)b pec dans son atlas des galaxies,.
La classe de luminosité de NGC 6012 est I-II et elle présente une large raie HI. C'est aussi une galaxie LINER, c'est-à-dire une galaxie dont le noyau présente un spectre d'émission caractérisé par de larges raies d'atomes faiblement ionisés.
À ce jour, quatre mesures non basées sur le décalage vers le rouge (redshift) donnent une distance de 19,525 ± 1,711 Mpc (∼63,7 millions d'al), ce qui est à l'extérieur des valeurs de la distance de Hubble. Notons que c'est avec la valeur moyenne des mesures indépendantes, lorsqu'elles existent, que la base de données NASA/IPAC calcule le diamètre d'une galaxie et qu'en conséquence le diamètre de NGC 6012 pourrait être d'environ 20,0 kpc (∼65 200 al) si on utilisait la distance de Hubble pour le calculer.
NGC 6012 est un membre du superamas d'Hercule.